# ヒルピニ族
ヒルピニ族（羅：Hirpini、希：Ἱρπινοί）は古代のイタリア半島の中央部に生息したサムニウム系部族の一派。独立した部族として区別されながらも、しばしばサムニウム人の一員として考えられていた。
彼らヒルピニ族はサムニウム地方の南部に生息、より詳しく言えば、南はルカニア地方、東はアプリア地方、西にはカンパニア地方に面した山岳部の荒地を居住地とし、隣接した他部族とは接触を絶った形で生息していた。しかしヒルピニ族は東西を平地に挟まれたアペニン山脈の広大な山岳地に住む大多数の部族よりなっており、境に面した低地は彼らよりも裕福な他の部族の支配下となっていた。この山岳地内部の窪地に彼らは生息し、ウルトゥルヌス（Vulturnus）、タマルス（Tamarus）、カロル（Calor）、サバトゥス（Sabatus）の各部族に分かれていた。
彼らはこのような標高が高くごつごつした岩肌の間を流れる渓谷沿いの川からベネベントゥムへとつながるこの窪地を自らの領土としたと考えられている。また彼らの領土は最南部の地域はアウフィドゥス川（現オファント川）の上流域にまで及び、渓谷を流れるこの川は彼らの住む山岳へとつながっていた。

## 名前の由来
古代の文書の著述によれば「ヒルピニ」という彼らの名前はサビニ人あるいはサムニウム人の言葉での狼という言葉から来ていると言う。この語源を証明するかのように、伝承では彼らの祖先は狼の導きによって新たなこの土地へと連れてこられたといわれている。この伝承からヒルピニ族は、北部からイタリア南部に移住したサベリア系諸部族と同様に、他所から移住した部族であったことがうかがえる。しかし彼らがいつ、あるいはいつ頃にアペニン山脈へと移り住んだかを伝える手がかりはない。アペニン山脈中央での彼らがすでに定着していることから、恐らくは彼らはごく早い時期にこの地へと移住しており、彼らの存在が歴史に登場する頃にはこの地を領土としていたものと考えられている。

## 歴史上の変移
初期の歴史においてヒルピニ族はサムニウム人と区別することは難しい。また彼らの土地は頻繁にサムニウム戦争での表舞台となり、彼らの都市、とくにマレウェントゥムは両軍が武力衝突した地として繰り返し記されているにもかかわらず、意外にも彼らの名は長く続いたこの戦争において一度たりとも言及されていない。このことはしたがって、ヒルピニ族がこの時期において独立した部族というよりサムニウム人の一員として行動し、それが古代ローマの年代記によって、サムニウムという名前でひとくくりされ、個別の部族として隔てることなく記されたと考えられる（また、リウィウスはこのような事を隠し立て誇張することなく記述している）。またこのような事情により、彼らの地域を支配下に置くという目的でローマがベネヴェントを支配下に置いた紀元前268年より前であることは分かっているものの、ローマの支配は彼らを実質支配できた時期がいつ頃なのか特定することは難しい。
第二次ポエニ戦争では一転してヒルピニ族はサムニウム系諸部族から独立した、独自の部族として記述されている。リウィウスはまた、ヒルピニ族をサムニウムと対比さえもさせて言及している。ここでのヒルピニ族は紀元前216年のカンナエの戦い以降、ローマを見限りハンニバルへと恭順した部族として描かれている。しかし彼らの都市であるベネヴェントはカルタゴの手に落ちることはなく、翌年にはヒルピニ族の在住する3つの村落もローマ人の支配下に再び入れられている。紀元前214年には彼らの土地でハンニバルの部下ハンノとローマのティベリウス・グラックスが武力衝突し、紀元前212年には再びカルタゴ勢がカプアを奪取する目的でこの地を支配下に置いている。その後紀元前209年まで彼らは説得されて彼らの村落に駐在していたカルタゴを寝返り、再びローマのもとに走ることはなかった。
次にヒルピニの名が歴史上登場するのは同盟市戦争（紀元前90年）の時である。この戦争で彼らはいち早くローマに対して反旗を翻した。しかし翌年紀元前89年、スッラが彼らの都市のうちで最も力のあるアエクラヌム（Aeculanum）を陥落させると、残存者は恐怖に陥り、ローマへの従属した。彼らは優遇された条件で従属を許されたという。しかしそれ以前においても彼らの中で親ローマ派の一派が多数存在していたと考えられている。実際にアエクラヌム出身でいながらローマのために支配下の住民を編成し、ティトゥス・ディディウスやスッラの下で戦ったミナティウス・マギウス（Minatius Magius、帝政ローマ初期の歴史家ウェッレイウス・パテルクルスの祖先）のような人物もいた。
ヒルピニ族は同盟市戦争末期にはローマの支配下への道を辿り、彼らもまたローマ人との同化を辿っていくこととなった。この戦争での彼らの被害は周辺のサムニウム人に比べて重くはなかったものの、無視できないほどの土地がローマによって没収され、後世のキケロの記述によれば、その領土の多くがローマの富裕層の手に渡ったという。
アウグストゥスの治世下においては、ヒルピニの地は、他のサムニウムの地は第4区として統合されたのと異なり、第2区としてアプリアとカラブリアとともに統合、編成された。またこのような区画分けは後期のローマ帝国においても存続された。この時代にはサムニウムの名はもはや名としての意味合いが強く、より細かな属州へと細分化された。ベネヴェントとヒルピニ起源の集落の、全部ではないにしろそのほとんどがカンパニア属州の中に組み込まれた。リベル・コロニアルム（Liber Coloniarum）という記録には、ヒルピニ起源のものを含む全てのサムニウムの地域がカンパニアに含まれていたと記されているが、現在ではこの記録は誤ったものだろうと考えられている。